# 四泡丽蛛
四泡丽蛛（学名：Chrysso vesiculosa），又名四疣金姬蛛，为球蛛科丽蛛属的动物，俗名多泡丽蛛。分布于越南、日本、菲律宾、台湾岛以及中国大陆的广西等地，多生活于阔叶树的树叶下面以及结不规则网。